# لیزا فرانک
لیزا فرانک (به انگلیسی: Lisa Frank؛ زادهٔ ۱۹۵۵) هنرمند و کارآفرین آمریکایی است که شرکت لیزا فرانک اینکورپوریتد را تأسیس کرده که دفتر مرکزی آن در توسان، آریزونا قرار دارد. او به‌خاطر تولید طرح‌های تجاری فانتزی برای لوازم مدرسه و محصولات دیگری که عمدتاً برای کودکان و نوجوانان جوان بازاریابی می‌شوند، شناخته شده است. طرح‌های او در دهه‌های ۱۹۸۰ و ۱۹۹۰ محبوب بودند و در دهه‌های ۲۰۱۰ و ۲۰۲۰ بار دیگر به شهرت رسیدند.